# Hool
Hool es una localidad del estado mexicano de Campeche. Es parte del municipio de Champotón.
La localidad tiene el título de Junta Municipal y abarca las localidades de: Hool, Santo Domingo Kesté y Santa Cruz de Rovira.

## Toponimia
El nombre de la localidad proviene del término en maya hool, agujero.

## Demografía
| Gráfica de evolución demográfica |
|                                  |

| Censo | Población |
| ----- | --------- |
| 1900  | 241       |
| 1910  | 312       |
| 1921  | 411       |
| 1930  | 609       |
| 1940  | 546       |
| 1950  | 570       |
| 1960  | 634       |
| 1970  | 649       |
| 1980  | 921       |
| 1990  | 1026      |
| 2000  | 979       |
| 2010  | 1181      |
| 2020  | 1221      |